# Itzan Escamilla
Itzan Escamilla Guerrero (Madrid, 31 oktober 1997) is een Spaanse acteur, hij werd vooral bekend door zijn rol als Samuel García Domínguez in de Netflix- serie Élite.

## Biografie
Itzan Escamilla werd  op 31 oktober 1997 geboren in Madrid. Zijn vader is een tv-producer en zijn moeder is een Spaans model. Hij studeerde 6 jaar lang acteren aan de Cristina Rota School in Madrid.

## Carrière
Escamilla acteerde in verschillende Spaans televisieseries zoals Víctor Ros, Centro Médico, Six Sisters, El final del camino en El Ministerio del Tiempo.
Hij werd vooral bekend door zijn rol in de Spaanse serie Élite, die op 8 oktober 2018 in première ging, waar hij Samuel García Domínguez speelde, een van de hoofdrollen. Dankzij die rol werd hij ook bekend in de rest van de wereld en heeft hij momenteel 7,1 miljoen volgers op Instagram.

## Filmografie

### Televisie
| Jaar      | Titel                    | Rol                       |
| --------- | ------------------------ | ------------------------- |
| 2016      | Centro Médico            | Isco                      |
| 2016      | Víctor Ros               | Juan                      |
| 2016      | Seis Hermanas            | Gorilla                   |
| 2017      | El Final del Camino      | Gonzalo                   |
| 2017      | El Ministerio del Tiempo | Simón Bolívar (jong)      |
| 2017      | Las Chicas del Cable     | Francisco Gómez (15 jaar) |
| 2018-2022 | Élite                    | Samuel García Domínguez   |
| 2020      | Memorias de Idhún        | Jack Redfield (stem)      |

### Film
| Jaar | Titel        | Rol    |
| ---- | ------------ | ------ |
| 2019 | Planeta 5000 | Sergio |

### Theater
| Jaar | Titel                   | Rol           |
| ---- | ----------------------- | ------------- |
| 2017 | Los Universos Paralelos | David Serrano |